# Chandio
Chandio es una localidad del estado mexicano de Michoacán. Es parte del municipio de Apatzingán.

## Demografía
| Gráfica de evolución demográfica |
|                                  |

| Censo | Población |
| ----- | --------- |
| 1950  | 88        |
| 1960  | 601       |
| 1970  | 719       |
| 1980  | 749       |
| 1990  | 1 132     |
| 2000  | 1 004     |
| 2010  | 1 027     |
| 2020  | 1 083     |